# Epigelasma disjuncta
Epigelasma disjuncta är en fjärilsart som beskrevs av Claude Herbulot 1972. Epigelasma disjuncta ingår i släktet Epigelasma och familjen mätare. Inga underarter finns listade i Catalogue of Life.